# Mott (North Dakota)
Mott er en amerikansk by og administrativt centrum for det amerikanske county Hettinger County i staten North Dakota. I 2000 havde byen et indbyggertal på 808.

## Ekstern henvisning
- Motts hjemmeside (engelsk)

46°22′25″N 102°19′30″V / 46.3736°N 102.325°V